# Bieniejki
Bieniejki (biał. Бянейкі, Bianiejki; ros. Бенейки, Bieniejki) – wieś na Białorusi, w obwodzie grodzieńskim, w rejonie lidzkim, w sielsowiecie Dworzyszcze, nad Żyżmą.

## Historia
W XIX i w początkach XX w. położone były w Rosji, w guberni wileńskiej, w powiecie lidzkim, w gminie Żyrmuny. Były wówczas własnością m.in. Wolskich.
W dwudziestoleciu międzywojennym leżały w Polsce, w województwie nowogródzkim, w powiecie lidzkim, w gminie Żyrmuny. W 1921 miejscowość liczyła 153 mieszkańców, zamieszkałych w 36 budynkach, wyłącznie Polaków wyznania rzymskokatolickiego
Po II wojnie światowej w granicach Związku Sowieckiego. Od 1991 w niepodległej Białorusi.